# Vuelo 139 de Coulson Aviation
El Vuelo 139 de Coulson Aviation, un Boeing 737-300 propiedad de Coulson Aviation modificado como avión cisterna, se estrelló en el Parque Nacional del Río Fitzgerald en la Great Southern de Australia Occidental, mientras realizaba operaciones de extinción de múltiples incendios el 6 de febrero de 2023. Los dos miembros de la tripulación a bordo, ambos pilotos, sobrevivieron con heridas leves y fueron trasladados al hospital.  El accidente provocó la primera pérdida del casco de un Boeing 737 en Australia.

## Aeronave

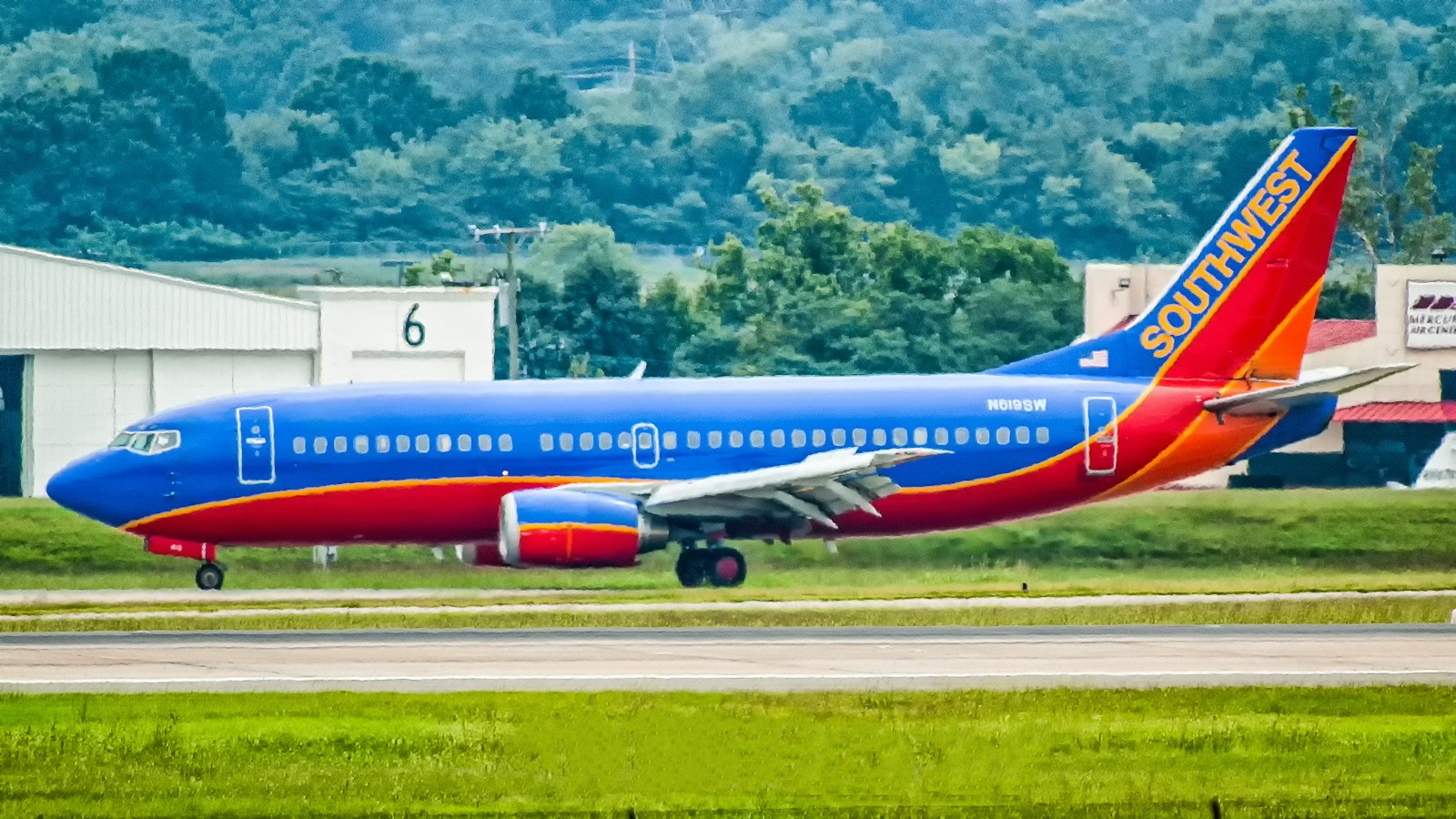
N619SW, el avión implicado en el accidente, mientras todavía estaba en servicio con Southwest Airlines en 2006

La aeronave implicada en el accidente era un Boeing 737-300 de 27 años de antigüedad, con número de serie 28035 y matrícula N619SW. El avión fue el 737 número 2762 construido y se entregó nuevo a Southwest Airlines en noviembre de 1995. Southwest lo retiró en agosto de 2017 y lo transfirió a Coulson Aviation un mes después. Después de un período de almacenamiento y modificación, comenzó a operar como avión cisterna en julio de 2022.

## Accidente
El 6 de febrero de 2023, a las 12:08 horas, la aeronave implicada despegó del aeropuerto Margaret River de Busselton en una de las tres misiones de ese día para responder a un incendio cerca de Hopetoun. En ruta hacia los incendios, la aeronave ascendió a 29.000 pies (8.800 m), antes de descender a unos 700 pies (210 m) sobre la zona del incendio una vez. Regresó al mismo aeropuerto a las 13:26 horas. Después de recibir una nueva carga de retardante, despegó a las 13:50 horas para la segunda misión. La aeronave salió del área y regresó a su base a las 15:08 horas, después de descender una vez sobre la zona del incendio.
En su tercera misión, despegó a las 15.32 horas. Esta vez el avión cisterna descendió dos veces sobre la zona del incendio, estrellándose a las 4:14 pm mientras ejecutaba el segundo descenso en el Parque Nacional del Río Fitzgerald

## Investigación
Después del accidente, la Oficina de Seguridad en el  Transporte de Australia (ATSB) anunció que se estaba reuniendo un equipo de Perth y Canberra para investigar el accidente. El accidente todavía está bajo investigación.
Un informe de la investigación preliminar publicado el 3 de mayo de 2023 afirmaba que la aeronave había chocado contra una cresta mientras arrojaba retardante contra incendios a baja altura. Segundos antes, los pilotos habían intentado elevar el rumbo del avión, pero sus motores no habían tenido tiempo suficiente para acelerar. Después de que el avión se detuvo, los pilotos pudieron escapar por la ventana del lado izquierdo de la cabina y sufrieron heridas leves.

## Causa
Finalmente el 6 de noviembre de 2024, la Oficina de Seguridad en el Transporte de Australia (ATSB) publicó el informe final:

Se determinó que el accidente fue causado por un vuelo controlado contra el terreno (CFIT) debido a un error del piloto tras entrar en una entrada en pérdida.

— Oficina de Seguridad en el Transporte de Australia (ATSB)

Luego, la ATSB emitió 11 recomendaciones, que son las siguientes:
- Aumentar la altura mínima de maniobra durante la extinción de incendios.
- Recalibración de la velocidad del aire durante las maniobras de descarga parcial.
- Planificación y familiarización previa a las maniobras.
- Monitoreo del conocimiento de la situación del piloto.
- Mejores ejercicios de entrenamiento para pilotos.
- Mejor entrenamiento sobre cómo salir de la trayectoria de vuelo si algo sale mal.
- Mejora la comunicación y coordinación con “Birddog”.
- Adhesión a los procedimientos operativos estándar.
- Mejorar la gestión de los recursos de la tripulación (CRM).
- Monitoreo y consideración de factores humanos.
- Formación continua y acceso a competencias entre pilotos.